# Afrogecko
Afrogecko es un género de gecos de la familia Gekkonidae. Sus especies se distribuyen por Sudáfrica y Angola.

## Especies
Se reconocen las siguientes dos especies:
- Afrogecko ansorgii (Boulenger, 1907)
- Afrogecko porphyreus (Daudin, 1802)